# Уреньга
Уреньга́ (баш. Ɵрəңге) — горный хребет в Челябинской области.

## География
Сложен кварцитами, кристаллическими сланцами и филлитами — сланцами, способными легко раскалываться на тонкие пластины. Склоны крутые, покрыты смешанными лесами.
Простирается от города Златоуст на 65 километров в южном направлении, до верховий реки Ай. Самый длинный хребет Челябинской области, один из самых протяжённых хребтов Южного Урала.
На хребте Уреньга могут быть выделены 14 вершин, самые высокие из которых (с севера на юг): Первая Сопка (1165 м), Вторая Сопка (1198 м), Два Брата (1027 м), Сундукташ (993), три безымянные вершины (1029, 1078 и 1139 м), Елавда (1118 м), Караташ (1052 м).
Северной частью хребта считается участок между горами Первая Сопка и Два Брата.
Ландшафты хребта разнообразны: помимо курумников и скал встречается ландшафты, аналогичные горной тундре, субальпийские луга.
Южная часть Уреньги является частью национального парка «Зюраткуль».
Со склонов Уреньги берут начало реки Багруш, Куваш, Салтанка, Сборная, Березяк и Тюлюк.
Название хребта начиная с XVIII века толкуют как «Кленовый» (ɵрəңге с татарского — «клён», «кленовый»).

## Галерея
- Первая сопка
- Вторая сопка, вид сверху
- Два Брата и ретранслятор
- Лес и камни текут по склону